# Агайлджхара
Агайлджхара (бенг. আগৈলঝারা, англ. Agailjhara)  — місто на півдні Бангладеш, адміністративний центр однойменного підокруга. Площа міста дорівнює 6,4 км². За даними перепису 2001 року, у місті проживало 8185 осіб, з яких чоловіки становили 52,57%, Жінки  — відповідно 47,43%. Рівень грамотності населення становив 48,7% (при середньому по Бангладеш показнику 43,1%).